# Самсиите
Самсиите (болг. Самсиите) — село в Болгарии. Находится в Великотырновской области, входит в общину Велико-Тырново.

## Политическая ситуация
Самсиите подчиняется непосредственно общине и не имеет своего кмета.
Кмет (мэр) общины Велико-Тырново — Румен Рашев (независимый) по результатам выборов в правление общины.